# USL Pro 2011
Navigation
Édition suivante
La USL Pro 2011 est la 1re saison de la USL Pro, le championnat professionnel de soccer d'Amérique du Nord de troisième division. Elle est composée de douze équipes, toutes implantées aux États-Unis à l'exception du Barracuda d'Antigua situé à Antigua-et-Barbuda. Trois équipes portoricaines ont également participé au début de la saison avant d'être retirées par la ligue.

## Contexte
La USL Pro est issue de la fusion entre la première et la seconde division des United Soccer Leagues. La ligue obtient le statut de troisième division de la Fédération des États-Unis de soccer.
Les six équipes de USL-2 rejoignent la USL Pro ainsi que les Rhinos de Rochester (en provenance de la USL-1), l'Aztex d'Austin qui déménage entre-temps à Orlando pour devenir le Orlando City SC.
Le FC New York qui devait rejoindre la USL-1 en 2010 doit reporter son entrée en compétition à 2011 et se joint donc à la USL Pro. Les Hammerheads de Wilmington, en hiatus en 2010 et qui participaient à la USL-2 auparavant, s'alignent en USL Pro eux aussi. Deux franchises entament leurs activités en USL Pro en 2011, les Blues de Los Angeles et le Barracuda d'Antigua situé dans les Caraïbes,. Les Dutch Lions de Dayton de la PDL font aussi partie des plans de la USL Pro.
Enfin, trois équipes de Porto Rico participent initialement à la USL Pro après avoir évolué en Puerto Rico Soccer League, il s'agit de River Plate Porto Rico, Puerto Rico United et Sevilla FC Puerto Rico.
Le 10 mai 2011, plus d'un mois après le début de la saison, la ligue décide de retirer les trois équipes portoricaines du championnat en raison de difficultés économiques qui ne coïncident pas avec les standards requis pour évoluer en USL Pro.

## Les douze franchises participantes

### Les divisions d'origine
| Alignement des divisions d'origines | Alignement des divisions d'origines                                                                            |
| ----------------------------------- | --- |
| Division américaine                 | Battery de Charleston, Eagles de Charlotte, Orlando City SC, Kickers de Richmond, Hammerheads de Wilmington    |
| Division nationale                  | Dutch Lions de Dayton, FC New York, Harrisburg City Islanders, Riverhounds de Pittsburgh, Rhinos de Rochester  |
| Division internationale             | Barracuda d'Antigua, Blues de Los Angeles, Puerto Rico United, River Plate Puerto Rico, Sevilla FC Puerto Rico |

Avec le départ des trois équipes portoricaines le 10 mai 2011, la ligue annonce que les résultats obtenus contre ces équipes sont maintenus et que les affrontements initialement prévus sont annulés pour être redistribués parmi les douze équipes encore en lice.

### Carte
| Rochester Islanders Blues Pittsburgh FC New York Dayton Orlando Wilmington Richmond Charleston Charlotte |

| Division américaine - Barracuda d'Antigua - Battery de Charleston - Eagles de Charlotte - Orlando City SC - Kickers de Richmond - Hammerheads de Wilmington | Division nationale - Dutch Lions de Dayton - City Islanders de Harrisburg - FC New York - Blues d'Orange County - Riverhounds de Pittsburgh - Rhinos de Rochester |

| Antigua Porto Rico |

### Entraîneurs et capitaines
| Équipe                       | Entraîneur        | Capitaine         |
| ---------------------------- | ----------------- | ----------------- |
| Barracuda d'Antigua          | Billy McEwan      | Dave Carr         |
| Battery de Charleston        | Michael Anhaeuser | Stephen Armstrong |
| Eagles de Charlotte          | Mark Steffens     | Josh Rife         |
| Dutch Lions de Dayton        | Ivar van Dinteren | Bret Jones        |
| City Islanders de Harrisburg | Bill Becher       |                   |
| Blues de Los Angeles         | Charlie Naimo     | Shahryar Dastan   |
| FC New York                  | Matt Weston       | Paul Shaw         |
| Orlando City SC              | Adrian Heath      | Ian Fuller        |
| Riverhounds de Pittsburgh    | Justin Evans      |                   |
| Kickers de Richmond          | Leigh Cowlishaw   |                   |
| Rhinos de Rochester          | Bob Lilley        |                   |
| Hammerheads de Wilmington    | David Irving      |                   |

## Format de la compétition

### Saison régulière
Toutes les équipes disputent vingt-quatre rencontres. Avec le départ des trois équipes portoricaines le 10 mai 2011, la ligue annonce que les résultats obtenus contre ces équipes sont maintenus et que les affrontements initialement prévus sont annulés pour être redistribués parmi les douze équipes encore en lice.
En cas d'égalité, les critères suivants départagent les équipes :
1. Résultats en face à face
2. Nombre de victoires
3. Différence de buts générale
4. Nombre de buts marqués
5. Classement du fair-play
6. Nombre de buts marqués à l'extérieur
7. Différence de buts à l'extérieur
8. Nombre de buts marqués à domicile
9. Différence de buts à domicile
10. Tirage à la pièce

### Séries éliminatoires
Les quatre meilleures équipes de chaque division sont qualifiées pour les séries. En demi-finale de division, l'équipe la mieux classée de sa division affronte l'équipe classée quatrième tandis que la seconde rencontre la troisième. Les vainqueurs se retrouvent en finale de division. La finale du championnat oppose les deux vainqueurs des finales de division. À chaque tour, c'est l'équipe la mieux classée en saison régulière qui accueille son adversaire.

## Saison régulière

### Classement
| Rang | Équipe                    | Pts | J  | G  | N | P  | Bp | Bc | Diff |
| ---- | ------------------------- | --- | -- | -- | - | -- | -- | -- | ---- |
| 1    | Orlando City SC           | 51  | 24 | 15 | 6 | 3  | 36 | 16 | +20  |
| 2    | Hammerheads de Wilmington | 45  | 24 | 14 | 3 | 7  | 42 | 30 | +12  |
| 3    | Kickers de Richmond       | 41  | 24 | 12 | 5 | 7  | 35 | 21 | +14  |
| 4    | Battery de Charleston     | 35  | 24 | 10 | 5 | 9  | 24 | 25 | -1   |
| 5    | Eagles de Charlotte       | 33  | 24 | 9  | 6 | 9  | 32 | 29 | +3   |
| 6    | Barracuda d'Antigua       | 29  | 24 | 9  | 2 | 13 | 32 | 32 | 0    |

| Rang | Équipe                    | Pts | J  | G  | N | P  | Bp | Bc | Diff |
| ---- | ------------------------- | --- | -- | -- | - | -- | -- | -- | ---- |
| 1    | Rhinos de Rochester       | 40  | 24 | 12 | 4 | 8  | 31 | 23 | +8   |
| 2    | Harrisburg City Islanders | 37  | 24 | 10 | 7 | 7  | 37 | 30 | +7   |
| 3    | Blues de Los Angeles      | 33  | 24 | 8  | 9 | 7  | 34 | 29 | +5   |
| 4    | Riverhounds de Pittsburgh | 27  | 24 | 7  | 6 | 11 | 23 | 32 | -9   |
| 5    | FC New York               | 25  | 24 | 6  | 7 | 11 | 27 | 37 | -10  |
| 6    | Dutch Lions de Dayton     | 12  | 24 | 2  | 6 | 16 | 21 | 54 | -33  |

Qualification en séries éliminatoires
- Champion de la saison régulière et qualification pour les séries éliminatoires
- Franchise qualifiée pour les séries éliminatoires

### Résultats
| Abréviations et légende de couleurs : Barracuda d'Antigua – ANT • Battery de Charleston – CHB • Eagles de Charlotte – CHE • Dutch Lions de Dayton – DDL FC New York – NEW • Blues de Los Angeles – LAB • Harrisburg City Islanders – HAR • Orlando City SC – ORL Riverhounds de Pittsburgh – PIT • Kickers de Richmond – RIC • Rhinos de Rochester – ROC • Hammerheads de Wilmington – WIL Puerto Rico United – PRU† • River Plate Puerto Rico – RPP† • Sevilla FC Puerto Rico – SPR† Domicile * Extérieur * Victoire * Défaite * Égalité | Abréviations et légende de couleurs : Barracuda d'Antigua – ANT • Battery de Charleston – CHB • Eagles de Charlotte – CHE • Dutch Lions de Dayton – DDL FC New York – NEW • Blues de Los Angeles – LAB • Harrisburg City Islanders – HAR • Orlando City SC – ORL Riverhounds de Pittsburgh – PIT • Kickers de Richmond – RIC • Rhinos de Rochester – ROC • Hammerheads de Wilmington – WIL Puerto Rico United – PRU† • River Plate Puerto Rico – RPP† • Sevilla FC Puerto Rico – SPR† Domicile * Extérieur * Victoire * Défaite * Égalité | Abréviations et légende de couleurs : Barracuda d'Antigua – ANT • Battery de Charleston – CHB • Eagles de Charlotte – CHE • Dutch Lions de Dayton – DDL FC New York – NEW • Blues de Los Angeles – LAB • Harrisburg City Islanders – HAR • Orlando City SC – ORL Riverhounds de Pittsburgh – PIT • Kickers de Richmond – RIC • Rhinos de Rochester – ROC • Hammerheads de Wilmington – WIL Puerto Rico United – PRU† • River Plate Puerto Rico – RPP† • Sevilla FC Puerto Rico – SPR† Domicile * Extérieur * Victoire * Défaite * Égalité | Abréviations et légende de couleurs : Barracuda d'Antigua – ANT • Battery de Charleston – CHB • Eagles de Charlotte – CHE • Dutch Lions de Dayton – DDL FC New York – NEW • Blues de Los Angeles – LAB • Harrisburg City Islanders – HAR • Orlando City SC – ORL Riverhounds de Pittsburgh – PIT • Kickers de Richmond – RIC • Rhinos de Rochester – ROC • Hammerheads de Wilmington – WIL Puerto Rico United – PRU† • River Plate Puerto Rico – RPP† • Sevilla FC Puerto Rico – SPR† Domicile * Extérieur * Victoire * Défaite * Égalité | Abréviations et légende de couleurs : Barracuda d'Antigua – ANT • Battery de Charleston – CHB • Eagles de Charlotte – CHE • Dutch Lions de Dayton – DDL FC New York – NEW • Blues de Los Angeles – LAB • Harrisburg City Islanders – HAR • Orlando City SC – ORL Riverhounds de Pittsburgh – PIT • Kickers de Richmond – RIC • Rhinos de Rochester – ROC • Hammerheads de Wilmington – WIL Puerto Rico United – PRU† • River Plate Puerto Rico – RPP† • Sevilla FC Puerto Rico – SPR† Domicile * Extérieur * Victoire * Défaite * Égalité | Abréviations et légende de couleurs : Barracuda d'Antigua – ANT • Battery de Charleston – CHB • Eagles de Charlotte – CHE • Dutch Lions de Dayton – DDL FC New York – NEW • Blues de Los Angeles – LAB • Harrisburg City Islanders – HAR • Orlando City SC – ORL Riverhounds de Pittsburgh – PIT • Kickers de Richmond – RIC • Rhinos de Rochester – ROC • Hammerheads de Wilmington – WIL Puerto Rico United – PRU† • River Plate Puerto Rico – RPP† • Sevilla FC Puerto Rico – SPR† Domicile * Extérieur * Victoire * Défaite * Égalité | Abréviations et légende de couleurs : Barracuda d'Antigua – ANT • Battery de Charleston – CHB • Eagles de Charlotte – CHE • Dutch Lions de Dayton – DDL FC New York – NEW • Blues de Los Angeles – LAB • Harrisburg City Islanders – HAR • Orlando City SC – ORL Riverhounds de Pittsburgh – PIT • Kickers de Richmond – RIC • Rhinos de Rochester – ROC • Hammerheads de Wilmington – WIL Puerto Rico United – PRU† • River Plate Puerto Rico – RPP† • Sevilla FC Puerto Rico – SPR† Domicile * Extérieur * Victoire * Défaite * Égalité | Abréviations et légende de couleurs : Barracuda d'Antigua – ANT • Battery de Charleston – CHB • Eagles de Charlotte – CHE • Dutch Lions de Dayton – DDL FC New York – NEW • Blues de Los Angeles – LAB • Harrisburg City Islanders – HAR • Orlando City SC – ORL Riverhounds de Pittsburgh – PIT • Kickers de Richmond – RIC • Rhinos de Rochester – ROC • Hammerheads de Wilmington – WIL Puerto Rico United – PRU† • River Plate Puerto Rico – RPP† • Sevilla FC Puerto Rico – SPR† Domicile * Extérieur * Victoire * Défaite * Égalité | Abréviations et légende de couleurs : Barracuda d'Antigua – ANT • Battery de Charleston – CHB • Eagles de Charlotte – CHE • Dutch Lions de Dayton – DDL FC New York – NEW • Blues de Los Angeles – LAB • Harrisburg City Islanders – HAR • Orlando City SC – ORL Riverhounds de Pittsburgh – PIT • Kickers de Richmond – RIC • Rhinos de Rochester – ROC • Hammerheads de Wilmington – WIL Puerto Rico United – PRU† • River Plate Puerto Rico – RPP† • Sevilla FC Puerto Rico – SPR† Domicile * Extérieur * Victoire * Défaite * Égalité | Abréviations et légende de couleurs : Barracuda d'Antigua – ANT • Battery de Charleston – CHB • Eagles de Charlotte – CHE • Dutch Lions de Dayton – DDL FC New York – NEW • Blues de Los Angeles – LAB • Harrisburg City Islanders – HAR • Orlando City SC – ORL Riverhounds de Pittsburgh – PIT • Kickers de Richmond – RIC • Rhinos de Rochester – ROC • Hammerheads de Wilmington – WIL Puerto Rico United – PRU† • River Plate Puerto Rico – RPP† • Sevilla FC Puerto Rico – SPR† Domicile * Extérieur * Victoire * Défaite * Égalité | Abréviations et légende de couleurs : Barracuda d'Antigua – ANT • Battery de Charleston – CHB • Eagles de Charlotte – CHE • Dutch Lions de Dayton – DDL FC New York – NEW • Blues de Los Angeles – LAB • Harrisburg City Islanders – HAR • Orlando City SC – ORL Riverhounds de Pittsburgh – PIT • Kickers de Richmond – RIC • Rhinos de Rochester – ROC • Hammerheads de Wilmington – WIL Puerto Rico United – PRU† • River Plate Puerto Rico – RPP† • Sevilla FC Puerto Rico – SPR† Domicile * Extérieur * Victoire * Défaite * Égalité | Abréviations et légende de couleurs : Barracuda d'Antigua – ANT • Battery de Charleston – CHB • Eagles de Charlotte – CHE • Dutch Lions de Dayton – DDL FC New York – NEW • Blues de Los Angeles – LAB • Harrisburg City Islanders – HAR • Orlando City SC – ORL Riverhounds de Pittsburgh – PIT • Kickers de Richmond – RIC • Rhinos de Rochester – ROC • Hammerheads de Wilmington – WIL Puerto Rico United – PRU† • River Plate Puerto Rico – RPP† • Sevilla FC Puerto Rico – SPR† Domicile * Extérieur * Victoire * Défaite * Égalité | Abréviations et légende de couleurs : Barracuda d'Antigua – ANT • Battery de Charleston – CHB • Eagles de Charlotte – CHE • Dutch Lions de Dayton – DDL FC New York – NEW • Blues de Los Angeles – LAB • Harrisburg City Islanders – HAR • Orlando City SC – ORL Riverhounds de Pittsburgh – PIT • Kickers de Richmond – RIC • Rhinos de Rochester – ROC • Hammerheads de Wilmington – WIL Puerto Rico United – PRU† • River Plate Puerto Rico – RPP† • Sevilla FC Puerto Rico – SPR† Domicile * Extérieur * Victoire * Défaite * Égalité | Abréviations et légende de couleurs : Barracuda d'Antigua – ANT • Battery de Charleston – CHB • Eagles de Charlotte – CHE • Dutch Lions de Dayton – DDL FC New York – NEW • Blues de Los Angeles – LAB • Harrisburg City Islanders – HAR • Orlando City SC – ORL Riverhounds de Pittsburgh – PIT • Kickers de Richmond – RIC • Rhinos de Rochester – ROC • Hammerheads de Wilmington – WIL Puerto Rico United – PRU† • River Plate Puerto Rico – RPP† • Sevilla FC Puerto Rico – SPR† Domicile * Extérieur * Victoire * Défaite * Égalité | Abréviations et légende de couleurs : Barracuda d'Antigua – ANT • Battery de Charleston – CHB • Eagles de Charlotte – CHE • Dutch Lions de Dayton – DDL FC New York – NEW • Blues de Los Angeles – LAB • Harrisburg City Islanders – HAR • Orlando City SC – ORL Riverhounds de Pittsburgh – PIT • Kickers de Richmond – RIC • Rhinos de Rochester – ROC • Hammerheads de Wilmington – WIL Puerto Rico United – PRU† • River Plate Puerto Rico – RPP† • Sevilla FC Puerto Rico – SPR† Domicile * Extérieur * Victoire * Défaite * Égalité | Abréviations et légende de couleurs : Barracuda d'Antigua – ANT • Battery de Charleston – CHB • Eagles de Charlotte – CHE • Dutch Lions de Dayton – DDL FC New York – NEW • Blues de Los Angeles – LAB • Harrisburg City Islanders – HAR • Orlando City SC – ORL Riverhounds de Pittsburgh – PIT • Kickers de Richmond – RIC • Rhinos de Rochester – ROC • Hammerheads de Wilmington – WIL Puerto Rico United – PRU† • River Plate Puerto Rico – RPP† • Sevilla FC Puerto Rico – SPR† Domicile * Extérieur * Victoire * Défaite * Égalité | Abréviations et légende de couleurs : Barracuda d'Antigua – ANT • Battery de Charleston – CHB • Eagles de Charlotte – CHE • Dutch Lions de Dayton – DDL FC New York – NEW • Blues de Los Angeles – LAB • Harrisburg City Islanders – HAR • Orlando City SC – ORL Riverhounds de Pittsburgh – PIT • Kickers de Richmond – RIC • Rhinos de Rochester – ROC • Hammerheads de Wilmington – WIL Puerto Rico United – PRU† • River Plate Puerto Rico – RPP† • Sevilla FC Puerto Rico – SPR† Domicile * Extérieur * Victoire * Défaite * Égalité | Abréviations et légende de couleurs : Barracuda d'Antigua – ANT • Battery de Charleston – CHB • Eagles de Charlotte – CHE • Dutch Lions de Dayton – DDL FC New York – NEW • Blues de Los Angeles – LAB • Harrisburg City Islanders – HAR • Orlando City SC – ORL Riverhounds de Pittsburgh – PIT • Kickers de Richmond – RIC • Rhinos de Rochester – ROC • Hammerheads de Wilmington – WIL Puerto Rico United – PRU† • River Plate Puerto Rico – RPP† • Sevilla FC Puerto Rico – SPR† Domicile * Extérieur * Victoire * Défaite * Égalité | Abréviations et légende de couleurs : Barracuda d'Antigua – ANT • Battery de Charleston – CHB • Eagles de Charlotte – CHE • Dutch Lions de Dayton – DDL FC New York – NEW • Blues de Los Angeles – LAB • Harrisburg City Islanders – HAR • Orlando City SC – ORL Riverhounds de Pittsburgh – PIT • Kickers de Richmond – RIC • Rhinos de Rochester – ROC • Hammerheads de Wilmington – WIL Puerto Rico United – PRU† • River Plate Puerto Rico – RPP† • Sevilla FC Puerto Rico – SPR† Domicile * Extérieur * Victoire * Défaite * Égalité | Abréviations et légende de couleurs : Barracuda d'Antigua – ANT • Battery de Charleston – CHB • Eagles de Charlotte – CHE • Dutch Lions de Dayton – DDL FC New York – NEW • Blues de Los Angeles – LAB • Harrisburg City Islanders – HAR • Orlando City SC – ORL Riverhounds de Pittsburgh – PIT • Kickers de Richmond – RIC • Rhinos de Rochester – ROC • Hammerheads de Wilmington – WIL Puerto Rico United – PRU† • River Plate Puerto Rico – RPP† • Sevilla FC Puerto Rico – SPR† Domicile * Extérieur * Victoire * Défaite * Égalité | Abréviations et légende de couleurs : Barracuda d'Antigua – ANT • Battery de Charleston – CHB • Eagles de Charlotte – CHE • Dutch Lions de Dayton – DDL FC New York – NEW • Blues de Los Angeles – LAB • Harrisburg City Islanders – HAR • Orlando City SC – ORL Riverhounds de Pittsburgh – PIT • Kickers de Richmond – RIC • Rhinos de Rochester – ROC • Hammerheads de Wilmington – WIL Puerto Rico United – PRU† • River Plate Puerto Rico – RPP† • Sevilla FC Puerto Rico – SPR† Domicile * Extérieur * Victoire * Défaite * Égalité | Abréviations et légende de couleurs : Barracuda d'Antigua – ANT • Battery de Charleston – CHB • Eagles de Charlotte – CHE • Dutch Lions de Dayton – DDL FC New York – NEW • Blues de Los Angeles – LAB • Harrisburg City Islanders – HAR • Orlando City SC – ORL Riverhounds de Pittsburgh – PIT • Kickers de Richmond – RIC • Rhinos de Rochester – ROC • Hammerheads de Wilmington – WIL Puerto Rico United – PRU† • River Plate Puerto Rico – RPP† • Sevilla FC Puerto Rico – SPR† Domicile * Extérieur * Victoire * Défaite * Égalité | Abréviations et légende de couleurs : Barracuda d'Antigua – ANT • Battery de Charleston – CHB • Eagles de Charlotte – CHE • Dutch Lions de Dayton – DDL FC New York – NEW • Blues de Los Angeles – LAB • Harrisburg City Islanders – HAR • Orlando City SC – ORL Riverhounds de Pittsburgh – PIT • Kickers de Richmond – RIC • Rhinos de Rochester – ROC • Hammerheads de Wilmington – WIL Puerto Rico United – PRU† • River Plate Puerto Rico – RPP† • Sevilla FC Puerto Rico – SPR† Domicile * Extérieur * Victoire * Défaite * Égalité | Abréviations et légende de couleurs : Barracuda d'Antigua – ANT • Battery de Charleston – CHB • Eagles de Charlotte – CHE • Dutch Lions de Dayton – DDL FC New York – NEW • Blues de Los Angeles – LAB • Harrisburg City Islanders – HAR • Orlando City SC – ORL Riverhounds de Pittsburgh – PIT • Kickers de Richmond – RIC • Rhinos de Rochester – ROC • Hammerheads de Wilmington – WIL Puerto Rico United – PRU† • River Plate Puerto Rico – RPP† • Sevilla FC Puerto Rico – SPR† Domicile * Extérieur * Victoire * Défaite * Égalité | Abréviations et légende de couleurs : Barracuda d'Antigua – ANT • Battery de Charleston – CHB • Eagles de Charlotte – CHE • Dutch Lions de Dayton – DDL FC New York – NEW • Blues de Los Angeles – LAB • Harrisburg City Islanders – HAR • Orlando City SC – ORL Riverhounds de Pittsburgh – PIT • Kickers de Richmond – RIC • Rhinos de Rochester – ROC • Hammerheads de Wilmington – WIL Puerto Rico United – PRU† • River Plate Puerto Rico – RPP† • Sevilla FC Puerto Rico – SPR† Domicile * Extérieur * Victoire * Défaite * Égalité |
| Club | Rencontre | Rencontre | Rencontre | Rencontre | Rencontre | Rencontre | Rencontre | Rencontre | Rencontre | Rencontre | Rencontre | Rencontre | Rencontre | Rencontre | Rencontre | Rencontre | Rencontre | Rencontre | Rencontre | Rencontre | Rencontre | Rencontre | Rencontre | Rencontre |
| Club | 1 | 2 | 3 | 4 | 5 | 6 | 7 | 8 | 9 | 10 | 11 | 12 | 13 | 14 | 15 | 16 | 17 | 18 | 19 | 20 | 21 | 22 | 23 | 24 |
| --- | --- | --- | --- | --- | --- | --- | --- | --- | --- | --- | --- | --- | --- | --- | --- | --- | --- | --- | --- | --- | --- | --- | --- | --- |
| Barracuda d'Antigua | LAB | SPR† | SPR† | PRU† | RPP† | LAB | RPP† | RPP† | ROC | CHE | ROC | ROC | ORL | ORL | ORL† | NEW† | PIT† | WIL | WIL† | RIC | LAB† | LAB† | LAB† | LAB† |
| Barracuda d'Antigua | 1–2 | 0–1 | 3–2 | 7–0 | 1–0 | 1–0 | 2–0 | 1–0 | 0–2 | 0–2 | 1–2 | 2–2 | 2–1 | 1–3 | 1–2 | 0–2 | 0–2 | 0–1 | 2–3 | 0–1 | 2–1 | 1–2 | 1–1 | 3–0 |
| Battery de Charleston | CHE | DAY | RIC | CHE | PIT | PIT | ROC | NEW | WIL | RIC | HAR | NEW | HAR | DAY | WIL† | PIT | LAB† | ORL | WIL | DAY | ROC | ORL | ORL† | CHE |
| Battery de Charleston | 1–0 | 2–1 | 1–2 | 2–1 | 0–0 | 0–0 | 0–1 | 0–1 | 0–3 | 2–1 | 2–1 | 1–1 | 0–1 | 1–0 | 2–0 | 0–2 | 0–0 | 1–0 | 2–1 | 2–2 | 0–1 | 0–1 | 1–2 | 4–3 |
| Eagles de Charlotte | CHB | ORL | NEW | CHB | LAB | LAB | ANT | DAY | ORL | WIL | DAY | PIT | HAR | NEW | RIC | RIC | HAR | WIL | WIL | ROC | ROC | PIT | HAR | CHB |
| Eagles de Charlotte | 0–1 | 0–1 | 0–0 | 1–2 | 1–2 | 2–1 | 2–0 | 1–1 | 0–0 | 3–0 | 2–0 | 2–0 | 0–4 | 3–1 | 2–1 | 1–2 | 1–1 | 1–0 | 0–3 | 2–2 | 3–0 | 2–2 | 0–1 | 3–4 |
| Dutch Lions de Dayton | CHB | ROC | RIC | ORL | LAB | CHE | PIT | HAR | NEW | CHB | CHE | ROC | RIC† | ORL | HAR | LAB† | LAB† | PIT | CHB | HAR | NEW† | RIC | NEW | WIL |
| Dutch Lions de Dayton | 1–2 | 2–3 | 0–6 | 0–1 | 1–1 | 1–1 | 2–1 | 1–4 | 0–3 | 0–1 | 0–2 | 0–1 | 1–3 | 0–0 | 2–2 | 1–1 | 1–4 | 1–3 | 2–2 | 2–3 | 2–0 | 0–3 | 0–5 | 1–2 |
| FC New York | ORL | CHE | ORL | HAR | CHB | WIL | PIT | RIC | ROC | CHE | DAY | RIC | HAR† | RIC† | ANT† | CHE | ROC | PIT | PIT | WIL | DAY† | HAR | ROC† | DAY |
| FC New York | 0–3 | 0–0 | 1–2 | 1–1 | 1–0 | 1–3 | 0–2 | 2–2 | 2–1 | 1–1 | 3–0 | 0–2 | 1–5 | 0–0 | 2–0 | 1–3 | 1–3 | 1–2 | 1–1 | 1–3 | 1–2 | 0–0 | 2–1 | 5–0 |
| Harrisburg City Islanders | PIT | NEW | ROC | RIC | ORL | CHB | PIT† | CHB | DAY | ROC | RIC | LAB | LAB | CHE | DAY | CHE | WIL | NEW† | LAB | DAY | WIL | NEW | CHE | ORL |
| Harrisburg City Islanders | 0–1 | 1–1 | 1–0 | 1–1 | 1–3 | 1–2 | 4–2 | 1–0 | 4–1 | 0–1 | 1–0 | 1–1 | 2–1 | 4–0 | 2–2 | 1–1 | 1–3 | 5–1 | 1–1 | 3–2 | 2–1 | 0–0 | 1–0 | 0–4 |
| Blues de Los Angeles | SPR† | ANT | PRU† | RPP† | ANT | CHE | CHE | DAY | PIT | HAR† | HAR† | CHB† | WIL† | DAY† | DAY† | RIC† | HAR† | ANT† | ANT† | ANT† | WIL† | ANT† | RIC† | RIC† |
| Blues de Los Angeles | 3–0 | 2–1 | 4–2 | 1–1 | 0–1 | 2–1 | 1–2 | 1–1 | 3–0 | 1–1 | 1–2 | 0–0 | 2–4 | 1–1 | 4–1 | 2–1 | 1–1 | 1–2 | 2–1 | 1–1 | 1–2 | 0–3 | 0–0 | 0–0 |
| Orlando City SC | RIC | NEW | CHE | PRU† | NEW | DAY | PIT | ROC | HAR | RIC | CHE | WIL | ANT | WIL | ANT† | ANT | PIT | ROC | DAY | CHB | ROC | CHB | CHB † | HAR |
| Orlando City SC | 0–2 | 3–0 | 1–0 | 2–2 | 2–1 | 1–0 | 1–0 | 0–0 | 3–1 | 2–0 | 0–0 | 4–2 | 1–2 | 1–1 | 3–1 | 2–1 | 0–0 | 1–0 | 0–0 | 0–1 | 2–1 | 1–0 | 2–1 | 4–0 |
| Riverhounds de Pittsburgh | RIC | HAR | WIL | CHB | CHB | ORL | NEW | LAB | WIL | HAR† | DAY | WIL | ROC | CHE | CHB | ORL | ANT † | NEW | NEW | DAY | ROC | RIC | CHE | ROC |
| Riverhounds de Pittsburgh | 1–2 | 1–0 | 1–3 | 0–0 | 0–0 | 0–1 | 2–0 | 0–3 | 0–0 | 2–4 | 1–2 | 1–3 | 0–3 | 0–2 | 2–0 | 0–0 | 2–0 | 2–1 | 1–1 | 3–1 | 0–3 | 2–0 | 2–2 | 0–1 |
| Kickers de Richmond | ORL | PIT | ROC | CHB | DAY | WIL | HAR | CHB | ORL | NEW | NEW | HAR | NEW | ROC | DAY † | CHE | CHE† | ANT† | LAB | PIT† | DAY | WIL | LAB† | LAB† |
| Kickers de Richmond | 2–0 | 2–1 | 1–0 | 2–1 | 6–0 | 2–1 | 1–1 | 1–2 | 0–2 | 2–2 | 2–0 | 0–1 | 0–0 | 1–2 | 3–1 | 1–2 | 2–1 | 1–0 | 1–2 | 0–2 | 3–0 | 2–0 | 0–0 | 0–0 |
| Rhinos de Rochester | RIC | WIL | DAY | HAR | CHB | ANT | ORL | WIL | NEW | ANT | ANT | HAR | PIT | DAY | RIC | ORL | NEW | ORL | PIT | CHE | CHB | CHE | NEW† | PIT |
| Rhinos de Rochester | 0–1 | 0–1 | 3–2 | 0–1 | 1–0 | 2–0 | 0–0 | 1–1 | 1–2 | 2–1 | 2–2 | 1–0 | 3–0 | 1–0 | 2–1 | 0–1 | 3–1 | 1–2 | 3–0 | 2–2 | 1–0 | 0–3 | 1–2 | 0–1 |
| Hammerheads de Wilmington | ROC | PIT | RIC | NEW | CHB | ROC | PIT | ORL | PIT | CHE | ORL | CHB† | LAB† | ANT† | ANT | CHB | HAR | CHE | CHE | NEW | HAR | LAB† | RIC | DAY |
| Hammerheads de Wilmington | 1–0 | 3–1 | 1–2 | 3–1 | 3–0 | 1–1 | 0–0 | 2–4 | 3–1 | 0–3 | 1–1 | 0–2 | 4–2 | 1–0 | 3–2 | 1–2 | 3–1 | 0–1 | 3–0 | 3–1 | 2–1 | 2–1 | 0–2 | 2–1 |

† Les équipes portoricaines sont retirés de la USL Pro le 10 mai. La ligue annonce que les résultats obtenus contre ces équipes sont maintenus et que les affrontements initialement prévus sont annulés pour être redistribués parmi les douze équipes encore en lice.

## Séries éliminatoires

### Règlement
Huit équipes se qualifient pour les séries éliminatoires. Le format des séries est une phase à élimination directe. Pour toutes les rencontres, c'est l'équipe la mieux classée en saison régulière qui accueille son adversaire.
La finale a lieu sur le terrain de la meilleure équipe en phase régulière. Cette finale se déroule en un seul match, avec prolongations et tirs au but pour départager si nécessaire les équipes.

### Tableau
|  | Demi-finales de division        | Demi-finales de division        | Demi-finales de division     | Demi-finales de division     |                             |                             | Finales de division  | Finales de division  | Finales de division  | Finales de division  |  |  | USL Pro Championship 2011 | USL Pro Championship 2011 | USL Pro Championship 2011 | USL Pro Championship 2011 |
|  |                                 |                                 |                              |                              |                             |                             |                      |                      |                      |                      |  |  |                           |                           |                           |                           |
|  | 20 août, Citrus Bowl            | 20 août, Citrus Bowl            | 20 août, Citrus Bowl         | 20 août, Citrus Bowl         |                             |                             | 27 août, Citrus Bowl | 27 août, Citrus Bowl | 27 août, Citrus Bowl | 27 août, Citrus Bowl |  |  | 3 septembre, Citrus Bowl  | 3 septembre, Citrus Bowl  | 3 septembre, Citrus Bowl  | 3 septembre, Citrus Bowl  |
|  | 20 août, Citrus Bowl            | 20 août, Citrus Bowl            | 20 août, Citrus Bowl         | 20 août, Citrus Bowl         |                             |                             | 27 août, Citrus Bowl | 27 août, Citrus Bowl | 27 août, Citrus Bowl | 27 août, Citrus Bowl |  |  | 3 septembre, Citrus Bowl  | 3 septembre, Citrus Bowl  | 3 septembre, Citrus Bowl  | 3 septembre, Citrus Bowl  |
|  | A1 Orlando City SC a. p.        | A1 Orlando City SC a. p.        | 3                            | 3                            |                             |                             | 27 août, Citrus Bowl | 27 août, Citrus Bowl | 27 août, Citrus Bowl | 27 août, Citrus Bowl |  |  | 3 septembre, Citrus Bowl  | 3 septembre, Citrus Bowl  | 3 septembre, Citrus Bowl  | 3 septembre, Citrus Bowl  |
|  | A1 Orlando City SC a. p.        | A1 Orlando City SC a. p.        | 3                            | 3                            |                             |                             | 27 août, Citrus Bowl | 27 août, Citrus Bowl | 27 août, Citrus Bowl | 27 août, Citrus Bowl |  |  | 3 septembre, Citrus Bowl  | 3 septembre, Citrus Bowl  | 3 septembre, Citrus Bowl  | 3 septembre, Citrus Bowl  |
|  | A4 Battery de Charleston        | A4 Battery de Charleston        | 1                            | 1                            |                             |                             | 27 août, Citrus Bowl | 27 août, Citrus Bowl | 27 août, Citrus Bowl | 27 août, Citrus Bowl |  |  | 3 septembre, Citrus Bowl  | 3 septembre, Citrus Bowl  | 3 septembre, Citrus Bowl  | 3 septembre, Citrus Bowl  |
|  | A4 Battery de Charleston        | A4 Battery de Charleston        | 1                            | 1                            | A1 Orlando City SC          | A1 Orlando City SC          | 3                    | 3                    |                      |                      |  |  | 3 septembre, Citrus Bowl  | 3 septembre, Citrus Bowl  | 3 septembre, Citrus Bowl  | 3 septembre, Citrus Bowl  |
|  | 19 août, Legion Field           |                                 |                              |                              | A1 Orlando City SC          | A1 Orlando City SC          | 3                    | 3                    |                      |                      |  |  | 3 septembre, Citrus Bowl  | 3 septembre, Citrus Bowl  | 3 septembre, Citrus Bowl  | 3 septembre, Citrus Bowl  |
|  |                                 |                                 | A3 Kickers de Richmond       | A3 Kickers de Richmond       | 0                           | 0                           |                      |                      |                      |                      |  |  | 3 septembre, Citrus Bowl  | 3 septembre, Citrus Bowl  | 3 septembre, Citrus Bowl  | 3 septembre, Citrus Bowl  |
|  | A2 Hammerheads de Wilmington    | A2 Hammerheads de Wilmington    | A3 Kickers de Richmond       | A3 Kickers de Richmond       | 0                           | 0                           | 0 (4)                | 0 (4)                |                      |                      |  |  | 3 septembre, Citrus Bowl  | 3 septembre, Citrus Bowl  | 3 septembre, Citrus Bowl  | 3 septembre, Citrus Bowl  |
|  | A2 Hammerheads de Wilmington    | A2 Hammerheads de Wilmington    | 26 août, Sahlen's Stadium    |                              |                             |                             | 0 (4)                | 0 (4)                |                      |                      |  |  | 3 septembre, Citrus Bowl  | 3 septembre, Citrus Bowl  | 3 septembre, Citrus Bowl  | 3 septembre, Citrus Bowl  |
|  | A3 Kickers de Richmond t. a. b. | A3 Kickers de Richmond t. a. b. | 0 (5)                        | 0 (5)                        |                             |                             |                      |                      |                      |                      |  |  | 3 septembre, Citrus Bowl  | 3 septembre, Citrus Bowl  | 3 septembre, Citrus Bowl  | 3 septembre, Citrus Bowl  |
|  | A3 Kickers de Richmond t. a. b. | A3 Kickers de Richmond t. a. b. | 0 (5)                        | 0 (5)                        | A1 Orlando City SC t. a. b. | A1 Orlando City SC t. a. b. | 2 (3)                | 2 (3)                |                      |                      |  |  |                           |                           |                           |                           |
|  | 19 août, Sahlen's Stadium       |                                 |                              |                              | A1 Orlando City SC t. a. b. | A1 Orlando City SC t. a. b. | 2 (3)                | 2 (3)                |                      |                      |  |  |                           |                           |                           |                           |
|  |                                 |                                 | N2 Harrisburg City Islanders | N2 Harrisburg City Islanders | 2 (2)                       | 2 (2)                       |                      |                      |                      |                      |  |  |                           |                           |                           |                           |
|  | N1 Rhinos de Rochester          | N1 Rhinos de Rochester          | N2 Harrisburg City Islanders | N2 Harrisburg City Islanders | 2 (2)                       | 2 (2)                       | 4                    | 4                    |                      |                      |  |  |                           |                           |                           |                           |
|  | N1 Rhinos de Rochester          | N1 Rhinos de Rochester          |                              |                              |                             |                             |                      |                      |                      |                      |  |  |                           |                           |                           |                           |
|  | N4 Riverhounds de Pittsburgh    | N4 Riverhounds de Pittsburgh    | 0                            | 0                            |                             |                             |                      |                      |                      |                      |  |  |                           |                           |                           |                           |
|  | N4 Riverhounds de Pittsburgh    | N4 Riverhounds de Pittsburgh    | 0                            | 0                            | N1 Rhinos de Rochester      | N1 Rhinos de Rochester      | 1                    | 1                    |                      |                      |  |  |                           |                           |                           |                           |
|  | 19 août, Skyline Sports Complex |                                 |                              |                              | N1 Rhinos de Rochester      | N1 Rhinos de Rochester      | 1                    | 1                    |                      |                      |  |  |                           |                           |                           |                           |
|  |                                 |                                 | N2 Harrisburg City Islanders | N2 Harrisburg City Islanders | 2                           | 2                           |                      |                      |                      |                      |  |  |                           |                           |                           |                           |
|  | N2 Harrisburg City Islanders    | N2 Harrisburg City Islanders    | N2 Harrisburg City Islanders | N2 Harrisburg City Islanders | 2                           | 2                           | 3                    | 3                    |                      |                      |  |  |                           |                           |                           |                           |
|  | N2 Harrisburg City Islanders    | N2 Harrisburg City Islanders    |                              |                              |                             |                             |                      | 3                    |                      |                      |  |  |                           |                           |                           |                           |
|  | N3 Blues de Los Angeles         | N3 Blues de Los Angeles         | 2                            | 2                            |                             |                             |                      |                      |                      |                      |  |  |                           |                           |                           |                           |
|  | N3 Blues de Los Angeles         | N3 Blues de Los Angeles         | 2                            | 2                            |                             |                             |                      |                      |                      |                      |  |  |                           |                           |                           |                           |
|  |                                 |                                 |                              |                              |                             |                             |                      |                      |                      |                      |  |  |                           |                           |                           |                           |

### Résultats

#### Demi-finales de division
| 19 août 2011 | Harrisburg City Islanders                        | 3 - 2   | Blues de Los Angeles    | Skyline Sports Complex, Harrisburg              |                                                 |
| 19h30 EDT    | Welker 34e 39e · Ombiji 52e · Pelletier 62e, 66e | (1 - 2) | 11e Tudela · 45e García | Spectateurs : 1 033 Arbitrage : Michael Donovan | Spectateurs : 1 033 Arbitrage : Michael Donovan |
| 19h30 EDT    | Rapport                                          |         |                         | Spectateurs : 1 033 Arbitrage : Michael Donovan | Spectateurs : 1 033 Arbitrage : Michael Donovan |

| 19 août 2011 | Rhinos de Rochester                                  | 4 - 0   | Riverhounds de Pittsburgh | Sahlen's Stadium, Rochester                   |                                               |
| 19h30 EDT    | Rosenlund 10e · Donatelli 28e · Kissi 47e · Cost 85e | (2 - 0) |                           | Spectateurs : 2 718 Arbitrage : Robert Sibiga | Spectateurs : 2 718 Arbitrage : Robert Sibiga |
| 19h30 EDT    | Rapport                                              |         |                           | Spectateurs : 2 718 Arbitrage : Robert Sibiga | Spectateurs : 2 718 Arbitrage : Robert Sibiga |

| 19 août 2011 | Hammerheads de Wilmington                | 0 - 0 a. p.       | Kickers de Richmond                            | Legion Field, Wilmington                    |                                             |
| 19h30 EDT    |                                          | (0 - 0)           |                                                | Spectateurs : 3 849 Arbitrage : Moo Hackett | Spectateurs : 3 849 Arbitrage : Moo Hackett |
| 19h30 EDT    | Rapport                                  |                   |                                                | Spectateurs : 3 849 Arbitrage : Moo Hackett | Spectateurs : 3 849 Arbitrage : Moo Hackett |
| 19h30 EDT    | Budnyi · Jata · Barrera · Cuero · Bagley | Tirs au but 4 - 5 | Görres · Bulow · Hiroyama · Delicâte · Bangura | Spectateurs : 3 849 Arbitrage : Moo Hackett | Spectateurs : 3 849 Arbitrage : Moo Hackett |

| 20 août 2011 | Orlando City SC                     | 3 - 1 a. p. | Battery de Charleston          | Citrus Bowl, Orlando                      |                                           |
| 19h30 EDT    | Griffin 44e · Chin 100e · Neal 118e | (1 - 0)     | 59e, 102e Kelly · 64e Paterson | Spectateurs : 7 609 Arbitrage : Rob Mauws | Spectateurs : 7 609 Arbitrage : Rob Mauws |
| 19h30 EDT    | Rapport                             |             |                                | Spectateurs : 7 609 Arbitrage : Rob Mauws | Spectateurs : 7 609 Arbitrage : Rob Mauws |

#### Finales de division
| 26 août 2011 | Rhinos de Rochester       | 1 - 2   | Harrisburg City Islanders                            | Sahlen's Stadium, Rochester                        |                                                    |
| 19h30 EDT    | Donatelli 27e · Kissi 45e | (1 - 2) | 6e Basso · 27e Marshall · 38e Schofield · 42e Ombiji | Spectateurs : 3 598 Arbitrage : José Carlos Rivero | Spectateurs : 3 598 Arbitrage : José Carlos Rivero |
| 19h30 EDT    | Rapport                   |         |                                                      | Spectateurs : 3 598 Arbitrage : José Carlos Rivero | Spectateurs : 3 598 Arbitrage : José Carlos Rivero |

| 27 août 2011 | Orlando City SC                     | 3 - 0   | Kickers de Richmond | Citrus Bowl, Orlando                               |                                                    |
| 19h30 EDT    | Boden 19e · Jérôme 45+2e · Chin 70e | (2 - 0) | 89e Kalungi         | Spectateurs : 8 304 Arbitrage : Andres Pfefferkorn | Spectateurs : 8 304 Arbitrage : Andres Pfefferkorn |
| 19h30 EDT    | Rapport                             |         |                     | Spectateurs : 8 304 Arbitrage : Andres Pfefferkorn | Spectateurs : 8 304 Arbitrage : Andres Pfefferkorn |

#### Championnat USL Pro 2011
| 3 septembre 2011 | Orlando City SC                              | 2 - 2 t. a. b.    | Harrisburg City Islanders                 | Citrus Bowl, Orlando                           |                                                |
| 19h30 EDT        | Gallardo 48e · Olum 89e · Neal 116e (pen.)   |                   | 90+5e Noone · 95e Touray · 113e Bloes     | Spectateurs : 11 220 Arbitrage : Matt Foerster | Spectateurs : 11 220 Arbitrage : Matt Foerster |
| 19h30 EDT        | Rapport                                      |                   |                                           | Spectateurs : 11 220 Arbitrage : Matt Foerster | Spectateurs : 11 220 Arbitrage : Matt Foerster |
| 19h30 EDT        | Neal · Álvarez · Campbell · Boden · Jorsling | Tirs au but 3 - 2 | Becerra · Angulo · Noone · Basso · Touray | Spectateurs : 11 220 Arbitrage : Matt Foerster | Spectateurs : 11 220 Arbitrage : Matt Foerster |

| Vainqueur du USL Pro Championship 2011 Orlando City SC 1er titre |

## Récompenses individuelles
| Trophée                            | Joueur          | Club                      |
| ---------------------------------- | --------------- | ------------------------- |
| Meilleur joueur (saison régulière) | Yordany Álvarez | Orlando City SC           |
| Meilleur joueur (finale USL)       | Sean Kelley     | Orlando City SC           |
| Meilleur buteur                    | Jhonny Arteaga  | FC New York               |
| Meilleure recrue                   | Luke Mulholland | Hammerheads de Wilmington |
| Meilleur défenseur                 | Rob Valentino   | Orlando City SC           |
| Meilleur gardien                   | Miguel Gallardo | Orlando City SC           |
| Meilleur entraîneur                | Adrian Heath    | Orlando City SC           |

## Statistiques individuelles
Source : uslpro.uslssoccer.com
| Rang | Joueur           | Club                      | Buts |
| ---- | ---------------- | ------------------------- | ---- |
|      | Jhonny Arteaga   | FC New York               | 13   |
| 2    | Matthew Delicâte | Kickers de Richmond       | 10   |
| 3    | José Angulo      | Harrisburg City Islanders | 9    |
| 3    | Maxwell Griffin  | Orlando City SC           | 9    |
| 3    | Luke Mulholland  | Hammerheads de Wilmington | 9    |
| 6    | Andriy Budnyy    | Hammerheads de Wilmington | 8    |
| 6    | Jamie Watson     | Orlando City SC           | 8    |
| 6    | Andrew Welker    | Harrisburg City Islanders | 8    |
| 9    | Chris Banks      | Hammerheads de Wilmington | 7    |
| 9    | Sallieu Bundu    | Eagles de Charlotte       | 7    |
| 9    | George Davis IV  | Dutch Lions de Dayton     | 7    |
| 9    | Sainey Touray    | Harrisburg City Islanders | 7    |

| Rang | Joueur          | Club                      | Passes |
| ---- | --------------- | ------------------------- | ------ |
| 1    | Tadeu Terra     | FC New York               | 8      |
| 2    | Jorge Herrera   | Eagles de Charlotte       | 7      |
| 3    | Andriy Budnyi   | Hammerheads de Wilmington | 6      |
| 3    | Sainey Touray   | Harrisburg City Islanders | 6      |
| 5    | Luke Mulholland | Hammerheads de Wilmington | 5      |
| 6    | 12 joueurs      | 12 joueurs                | 4      |